# Szténelosz
Szténelosz (Kr. e. 4. század) görög tragédiaköltő
Athénben élt és alkotott, tehetségtelensége miatt Arisztophanész és más komédiaköltők (különösen Platón) kegyetlenül kigúnyolták. Arisztotelész Poétika című munkájában szintén lesújtó véleménnyel volt róla. Munkái néhány töredék kivételével elvesztek;[forrás?] egy verstöredéke arra enged következtetni, hogy hexameteres költeményeket is írt a drámákon kívül.